# Ізобази
Ізобази (рос. изобазы, англ. isobases, нім. Isobasen f pl, Linien f pl gleicher Hebungen) — ізолінії тектонічних піднять або опускань за певний період. З’єднують на карті точки земної поверхні, для яких характерні за певний період часу однакові підняття (ізоанобази) та опускання (ізокатабази).